# Terra Russa (História)
Terra russa (em russo:  Русская земля, transl. Russkaia zemlia) ou Rus (em russo:  Русь, transl. Rus') é um termo usado em crônicas russas e monumentos literários em vários significados. A natureza de seu uso em antigas fontes russas refletia a (auto)identificação da população de certas terras eslavas orientais que prevaleciam naquela época. Em contraste com o significado amplo do termo Rus na historiografia, seu uso em russo antigo poderia ter não apenas um significado amplo, mas também restrito. O significado amplo (Rus de Quieve como um todo), que prevaleceu até o primeiro terço do século XII, foi substituído até o século XIII por um significado predominantemente restrito desse termo, que significava apenas o Médio Dniepre. A invasão mongol, que resultou na desolação do Médio Dniepre e no escoamento de sua população para outros principados, levou ao desaparecimento da ideia da Rus como um território do Médio Dniepre e a uma crescente compreensão de si mesmos como Terra russa por outros principados russos. No final do século XIII - início do XIV, a autoidentificação da população com a Rus estava firmemente estabelecida em todas as partes da Rússia Antiga.